# Depression (geologi)

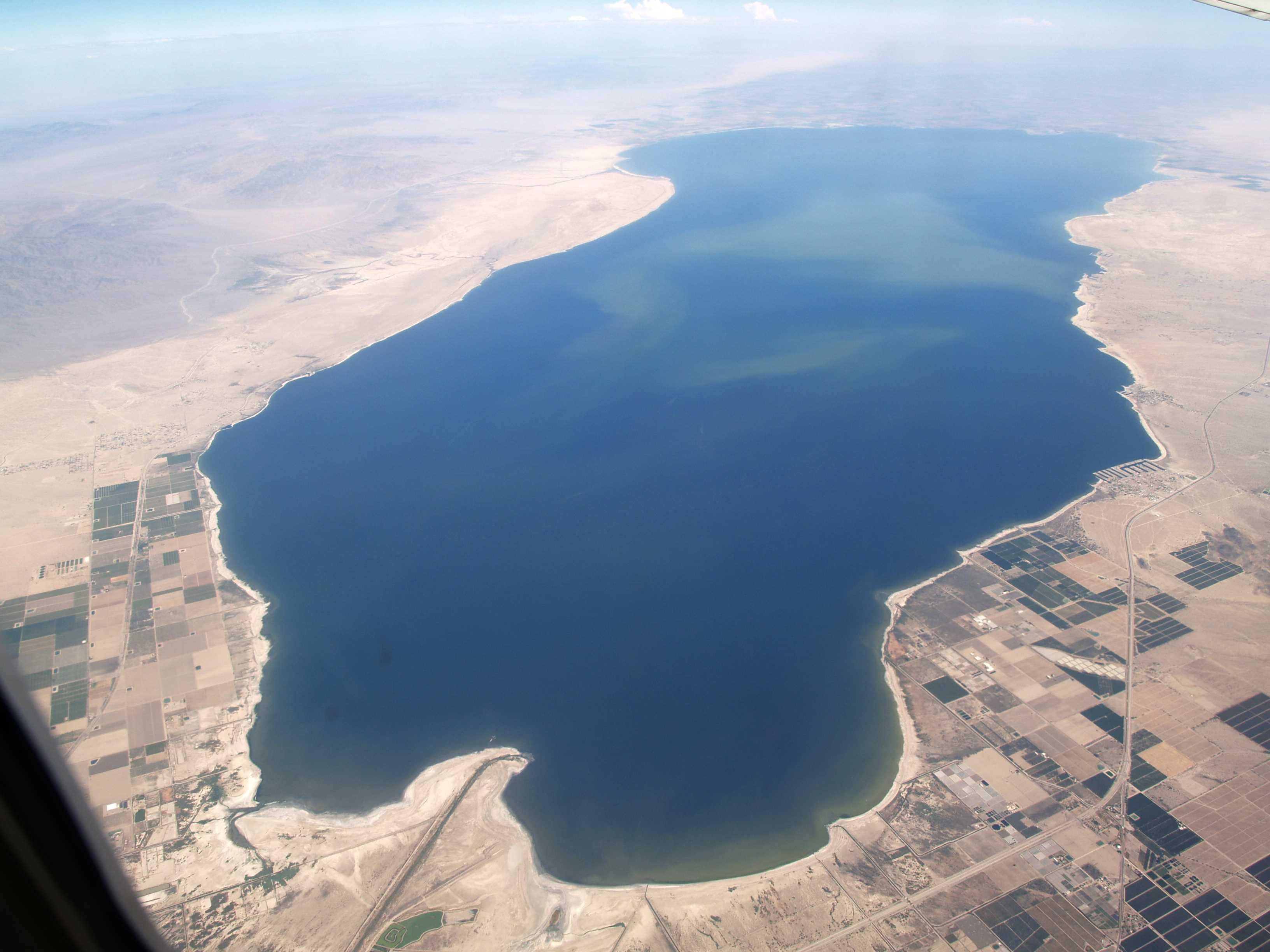
Salton Sea ligger i en depression i Kalifornien.

En geografisk depression betecknar ett landområde beläget på lägre höjd än omgivande landområden, alternativt ett landområde under havsnivå.
Depressioner kan uppkomma genom gravsänkor där markytan sjunkit. Ett välkänt exempel är dalgången vid Döda havet i Mellanöstern. Ett annat exempel är vidsträckta slätter med ringa nederbörd där avloppslösa saltsjöar bildats, såsom Aralsjön i Centralasien eller den torra Qattarasänkan i Sahara. En av människan skapad depression finns i bl.a. Nederländerna, s.k. polder. I Sverige finns knappast några naturliga depressioner, men gravsänkan i sjön Vättern skulle teoretiskt sett ha kunnat bilda en depression då dess största djup är 40 meter under havsytan.